# Gležanjska kost
Gležanjska kost ili skočna kost (lat. talus) je parna kost nožja, nepravilnog oblika, koja povezuje kosti potkolenice sa skeletom stopala, i jedna je od grupnih kostiju stopala poznatih kao tarzus (tarsus). Čini donji deo skočnog zgloba, preko zglobljavanja sa bočnim i medijalnim gležanjskim dodacima dve kosti potkolenice (cevanice i lisne kost). U okviru tarzusa, zglobljava se sa petnom kosti, ispod čunaste, a ispred gležanjskopetnočunastog zgloba. Ovako nastao zglob, celu težinu tela prenosi na stopalo.
Gležanjska kost je, po veličini, druga od gležanjskih kostiju, ijedna od kostiju u ljudskom telu sa najvećim udelom površine koja je prekrivena zglobnom hrskavicom. Osim toga, ona je neobična po tome što ima retrogradan dotok krvi (arterijska krv ulazi u kost na distalnom kraju).
Za razliku od većine kostiju, kod ljudi nema mišića koji se vežu za gležanjsku kost, zbog čega njen položaj zavisi od položaju suednih kostiju.

## Anatomija
Gležanjska kost čini donji deo skočnog zgloba (kost i potkolenice, golennjače i lisna kost čine gornji deo skočnog zgloba), i nalazi se iznad petne kosti. Zajedno, gležanjska i petna kost formiraju subtalarni zglob, koji je važan za hodanje, posebno na neravnom terenu.
Gležanjska kost je glavni spoj između stopala i noge, što pomaže telu da prenese težinu i sile pritiska preko skočnog zgloba. Prekrivena je zglobnom hrskavicom, belim klizavim materijalom koji pokriva sve zajedničke površine. Ova hrskavica omogućava gležanjskoj kosti da se glatko kreće između susednih kostiju.
Na gležanjskoj kosti, iako je nepravilnog oblika, mogu se uočiti tri anatomska dela, koja se zasebno opisuju, kao glava, vrat i telo.
Glava
Sa predenje strane na gležanjskoj kosti je njena glava (caput tali), koja ima površinu za zglobljavanje sa čunastom kosti i neravan prostor vrata. Između tela i glave, ima male kanale krvnih sudova. 
Telo
Telo (corpus tali) skočne kosti ima šest strana: gornju, spoljašnju, unutrašnju, zadnju, prednju i donju, sa povrđinama za zglobljavanje. Na svojim vršnoj strani polucilindrična je trochlea tali,okružena zglobnom površinom za dva gležanjska nastavka. Klin je viljušksta struktura, koja sdrži tri zglobljvajuće površine u stabilnom spoju, koji osigurava stabilnost gležanjskog zgloba. Međutim, budući da je trochlea šira naprid nego na pozadi (oko 5-6  mm) stabilnost u zglobu varira prema položaju stopala. 
Na donjoj strani gležanjske kost su tri zglobne površine koje služe za zglobljavanje sa petnom kosti, i nekoliko različito razvijenih zglobnih površina za artikulaciju sa ligamentima.
Sa nogom u leđnoj fleksiji (prsti povučeni prema gore) zglobni ligamenti održavaju istezanje, koje daje stabilnost zgloba ali uz stopalo koje je tabanski savijeno (kao kad se stoji na prstima) manja širina trochlea uzrokuje smanjenje stabilnosti. 
Vrat
Vrat (collum tali) je između „tela" talusa, koje se nalazi ispod tibije, i „glave", koja se nalazi u podnožju.

## Galerija
- Gležanjska kost – donja strana
- Bočna strana  ljudskog gležnja, uključujući i gležanjsku kost
- Leva gležanjska kost, medijalna površina
- Leva gležanjska kost, bočna površina

## Literatura
- Platzer, Werner (2004). Color Atlas of Human Anatomy, Vol. 1: Locomotor System (5th изд.). Thieme Medical Publishers. ISBN 978-3-13-533305-2.
- Thieme Atlas of Anatomy: General Anatomy and Musculoskeletal System. Thieme. 2006. ISBN 978-1-58890-419-5.

## Spoljašnje veze
- Anatomy of the talus by Maurice Laude, Laboratory of Anatomy and Organogenesis, Amiens Medical School
- Fractures of the Talus at mdmercy.com Архивирано на веб-сајту  (14. јул 2011)
- Illustration at orthoinfo.aaos.org

|  | Molimo Vas, obratite pažnju na važno upozorenje u vezi sa temama iz oblasti medicine (zdravlja). |